# Агентство національної безпеки (Північна Македонія)
Агентство національної безпеки (мак. Агенција за национална безбедност, АНБ) — орган виконавчої влади при Міністерстві внутрішніх справ Північної Македонії, який відповідає за державну безпеку Північної Македонії. Виник унаслідок реформування Управління безпеки та контррозвідки. Керується Законом про Агентство національної безпеки. Мав запрацювати з 1 червня 2019 р. 
Це урядове відомство, особовий склад якого не має повноважень поліції, очолює призначений урядом на пропозицію прем'єр-міністра директор.